# Hongdo
Hongdo là một hòn đảo tại Hoàng Hải, nằm cách 115 km từ bờ biển tây nam của cảng Mokpo, tỉnh Jeolla Nam, Hàn Quốc. Hòn đảo có diện tích 6,47 km² và bao gồm dãy núi dốc đứng, các đỉnh cao nhất là Gitdaebong (깃대봉 378 m) và Yangsanbong (양산봉 231 m). Hòn đảo nằm trong địa giới hành chính của huyện Sinan, Jeolla Nam, Hàn Quốc. Hòn đảo là nơi sinh sống của khoảng 710 người.
Tên gọi Hongdo, tức "Hồng đảo" do có nhiều khối đá trên đảo lộ ra màu đỏ, hòn đảo có khoảng 270 giống cây thường xanh và 170 loài động vật. Chính quyền mong muốn bảo tồn trạng thái tự nhiên của hòn đảo và đã công nhận Hongdo là khu bảo tồn thiên nhiên vào năm 1965, và đảo trở thành một phần của vườn quốc gia Dadohae vào năm 1981. Do toàn bộ Hongdo được tuyên bố là một đài kỉ niệm tự nhiên, không ai được phép vào khu vực đảo ngoại trừ cư dân bản địa và các khu vực du lịch được chỉ định.

## Hình ảnh

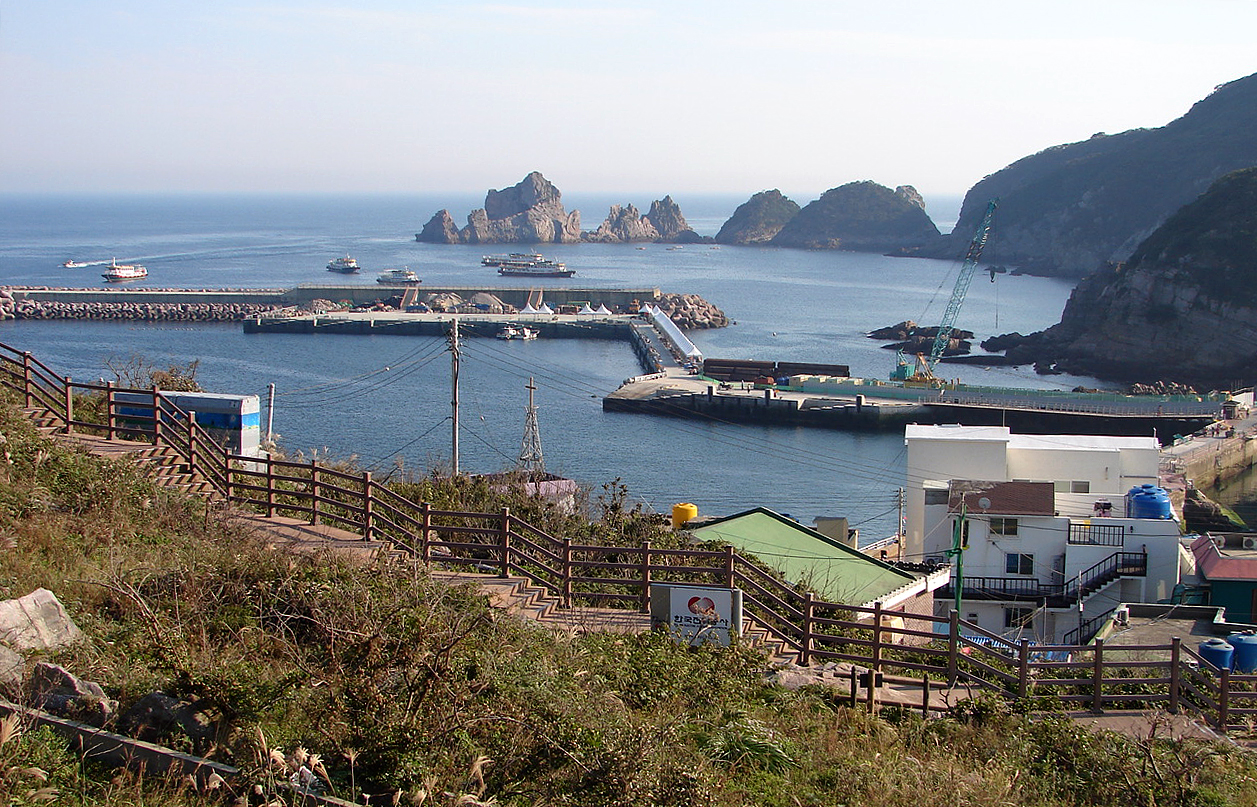
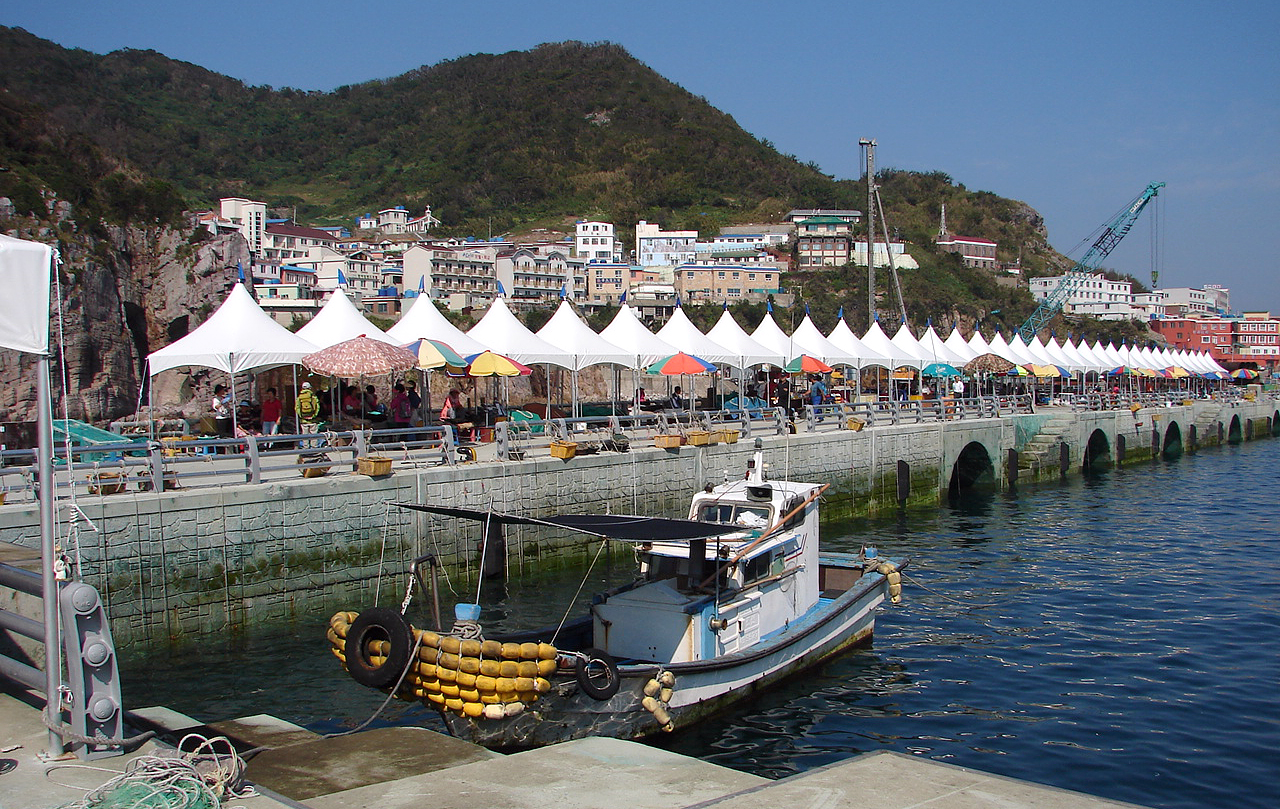
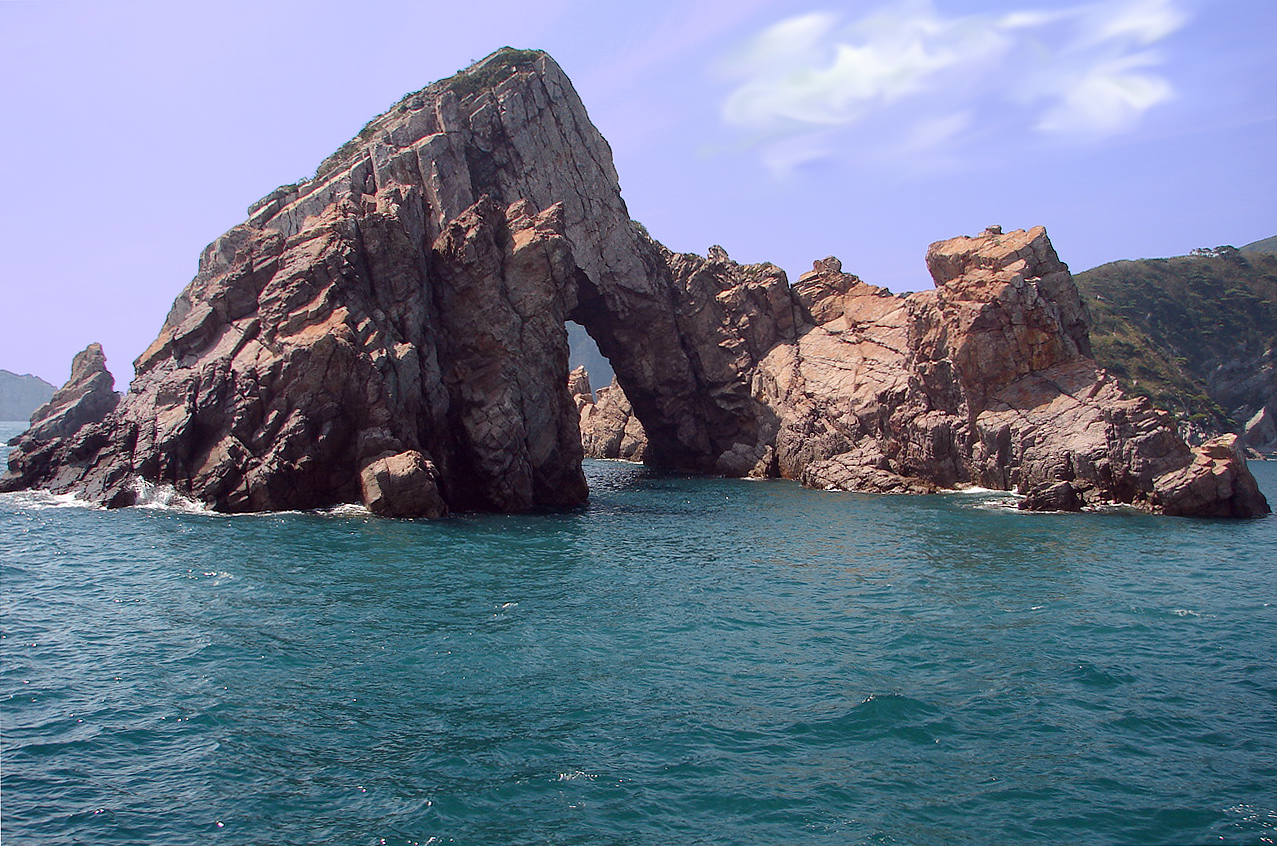
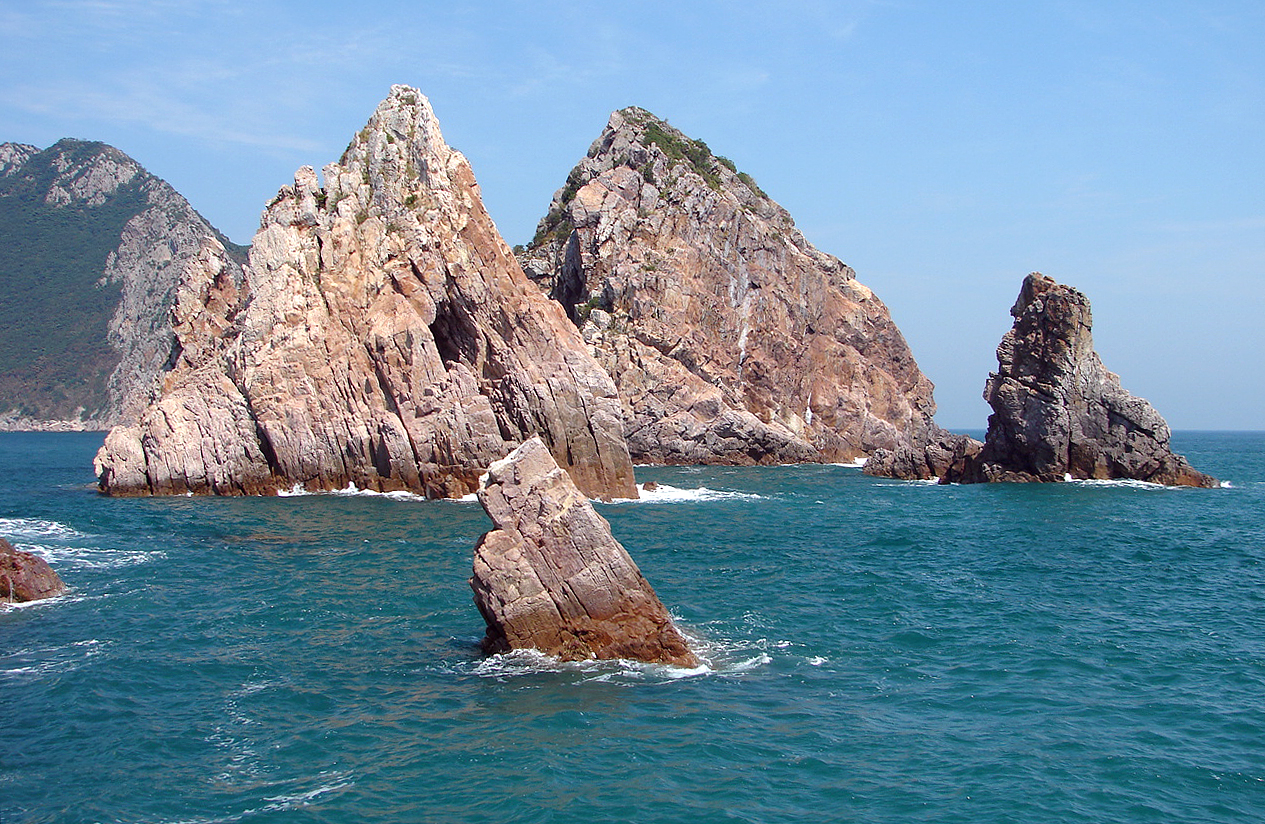
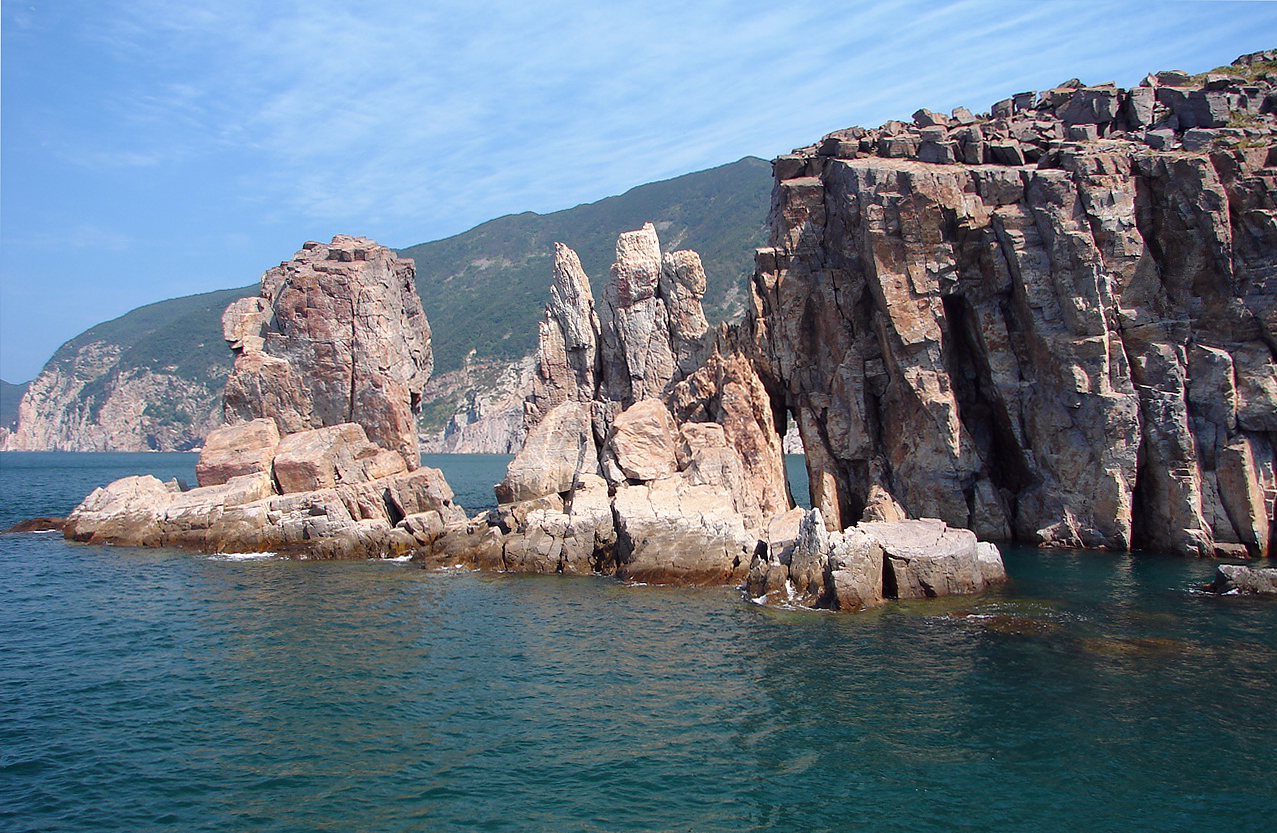
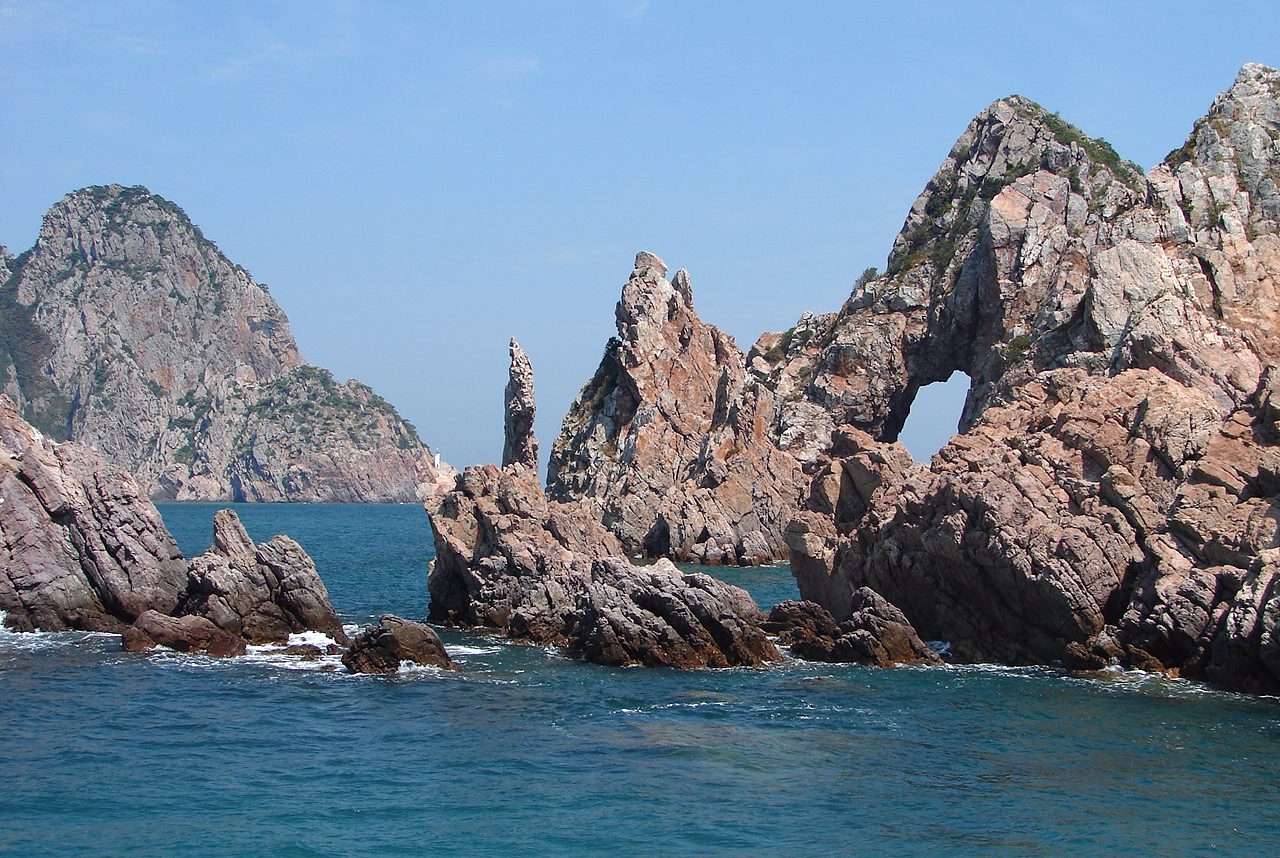
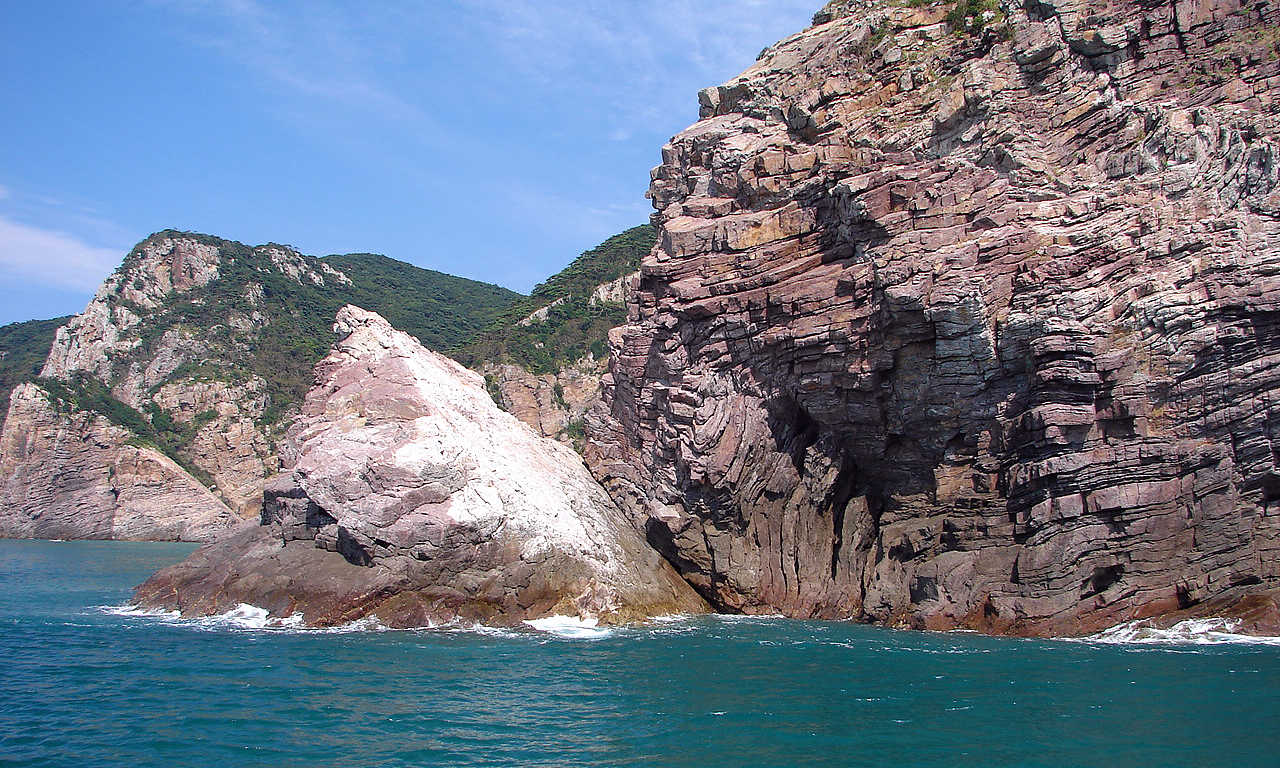